# Frank Aehlig

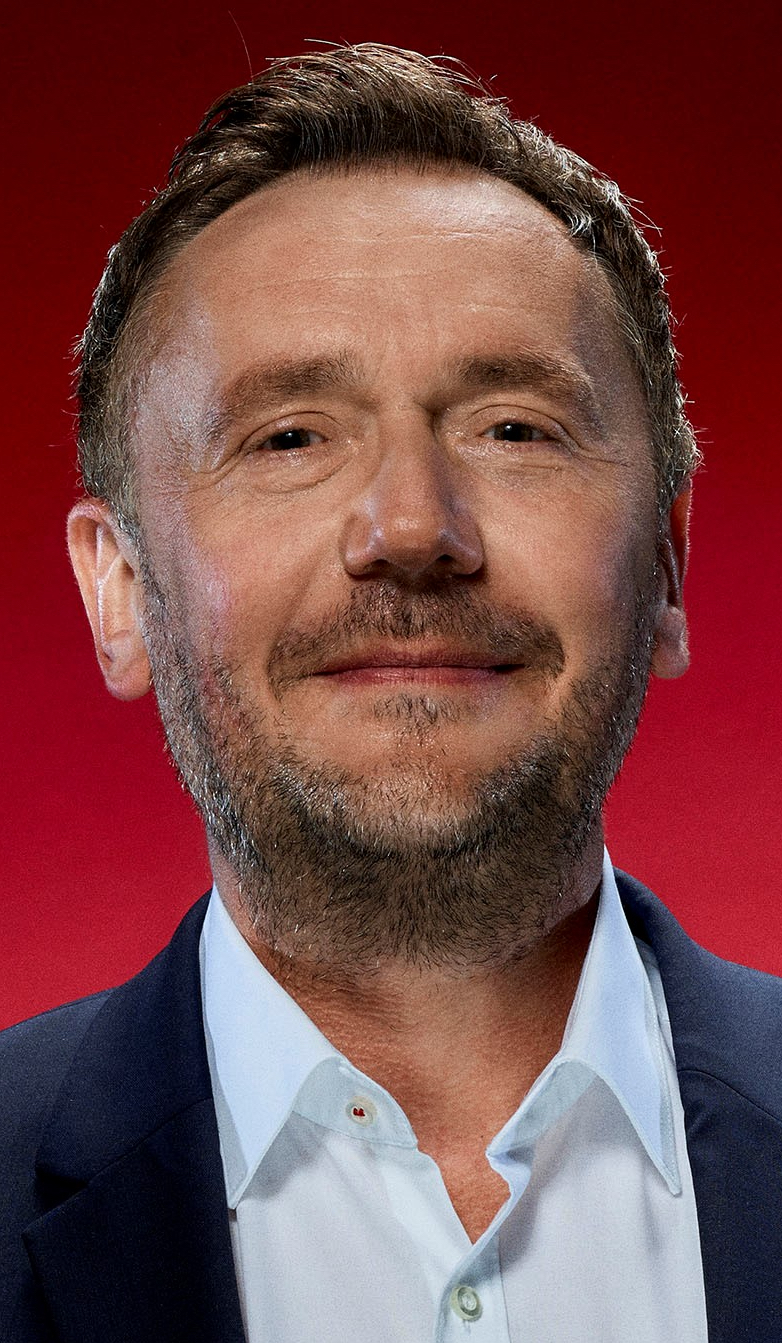
Frank Aehlig am 25. Juni 2018 beim Media Day des 1. FC Köln

Frank Aehlig (* 26. Januar 1968 in Dresden) ist ein deutscher Fußballfunktionär.

## Werdegang
Aehlig wurde am 1. September 1997 als hauptamtlicher Geschäftsführer bei der SG Dynamo Dresden in der 3. Liga vorgestellt. Zuvor hatte er den damaligen FV Dresden-Nord (heute SC Borea Dresden) als ehrenamtlicher Geschäftsführer seit 1993 geführt und war in diesem Verein auch als Spieler bis zur Spielklasse der Oberliga aktiv.
Am 20. März 2000 erklärte er seinen Rücktritt bei der SG Dynamo Dresden und übernahm zum 1. Mai 2000 die Position des Technischen Direktors und zum 1. Juli 2001 die Position des Sportdirektors beim Zweitligisten SSV Reutlingen 05. Diesen verließ er am 31. März 2002 und nahm ein Angebot des Bayernligisten FC Augsburg als Geschäftsführer an.
Der FCA-Präsident Walther Seinsch kündigte den geschlossenen Dreijahresvertrag am 7. August 2002 fristlos. Das Arbeitsgericht Augsburg entschied am 3. März 2003, dass die ausgesprochene fristlose Kündigung nicht rechtens war und erklärte das Arbeitsverhältnis für wirksam. Die Parteien einigten sich daraufhin auf einen Aufhebungsvertrag.
Aehlig wurde dann am 8. November 2003 vom LR Ahlen als Manager verpflichtet. Nach zweimaligem Klassenerhalt in der 2. Bundesliga vollzog er zum 1. Mai 2006 einen Wechsel zum 1. FC Kaiserslautern in die Bundesliga.
Dort war er ebenfalls als Manager tätig. Mit der Bestellung von Stefan Kuntz als Vorstandsvorsitzenden des 1. FC Kaiserslautern im April 2008 übernahm dieser jedoch große Teile des Aufgabengebietes von Aehlig. Daraufhin einigten sich der 1. FC Kaiserslautern und Aehlig, den noch bis zum 30. Juni 2009 laufenden Vertrag ein Jahr vorfristig aufzulösen.
Aehlig trat am 25. Mai 2009 in die Dienste des VfL Wolfsburg ein. Zunächst fungierte er als Assistent des Geschäftsführers Sport Armin Veh, ab Februar 2010 dann als Teammanager unter dem neuen Vorsitzenden der Geschäftsführung Dieter Hoeneß. Aehlig wurde, vom zwischenzeitlich wieder in Wolfsburg als Geschäftsführer Sport tätigen Felix Magath, von der Erbringung seiner Arbeitsleistung freigestellt, stand allerdings noch bis zum 30. Juni 2013 beim VfL Wolfsburg unter Vertrag.
Im August 2014 wurde Aehlig von RB Leipzig als Sportkoordinator zur Unterstützung des Sportdirektors Ralf Rangnick verpflichtet.
Am 15. Dezember 2017 wurde sein Wechsel zum 1. Januar 2018 als Leiter der Lizenzspielerabteilung des 1. FC Köln bekanntgegeben. Er erhielt einen Vertrag bis 2020. Ende 2020 gab Aehlig bekannt, im Juli 2021 nach Red Bull Global Soccer zu wechseln.

## Privat
Frank Aehlig ist mit der früheren deutschen Fußball-Nationalspielerin Shelley Thompson verheiratet.